# غيم إنفورمر
غيم إنفورمر (بالإنجليزية: Game Informer)‏ وتختصر (GI) هي مجلة ألعاب فيديو أمريكية شهرية تعرض مقالات وأخبارًا واستراتيجيات ومراجعات لألعاب الفيديو ووحدات التحكم ذات الصلة. ظهرت لأول مرة في أغسطس 1991 عندما بدأت فنكو لاند في نشر مجلة من ست صفحات. تعود ملكية المنشور ونشره بواسطة شركة غيم ستوب، الشركة الأم لمحلات التجزئة لألعاب الفيديو التي تحمل نفس الاسم، والتي اشترت فنكو لاند في عام 2000. ونتيجة لذلك، يتم إجراء قدر كبير من الترويج لها في المتجر، مما ساهم في نجاح المجلة؛ وهي الآن المجلة الرابعة الأكثر شعبية من خلال النسخ المتداولة. أصبحت غيم إنفورمر منذ ذلك الحين جزءًا مهمًا من ولاء العملاء الخاص بـ متجر غيم ستوب، مكافآت باور أب، والتي توفر للمشتركين إمكانية الوصول إلى محتوى خاص على الموقع الرسمي.